# Hà Trọng Sơn
Hà Trọng Sơn (sinh năm 1920; mất năm 2010) là một võ sĩ quyền Anh người Việt Nam. Trong sự nghiệp thi đấu của mình, ông đã đánh bại nhiều đối thủ trong và ngoài nước nên được người đời mệnh danh là "hùm xám miền Trung".

## Đầu đời
Hà Trọng Sơn sinh ngày 1 tháng 6 năm 1920 tại làng võ Phước An, Tuy Phước, Bình Định trong một gia đình có truyền thống võ đạo. Vốn đam mê võ thuật từ khi còn nhỏ, năm 8 tuổi, ông theo học võ của các anh em trong gia đình là võ sư Hà Cảnh, Hà Tùng, Hà Để, rồi sau đó là võ sư Lâm Đắc Đạo và ông Beo người gốc Hoa. Năm 17 tuổi, Hà Trọng Sơn được một sĩ quan người Pháp dạy quyền Anh.

## Thượng đài
Năm 1943, tại đại hội quyền thuật Đông Dương tổ chức ở Nha Trang, Hà Trọng Sơn đánh bại võ sĩ nổi tiếng của Pháp là F. Nicolai và võ sĩ Tiết Mãnh. Một năm sau, tại hội thi võ thuật Đông Dương tổ chức ngày 12 tháng 10 năm 1944 ở Đà Nẵng, Hà Trọng Sơn tiếp tục giành chiến thắng trước võ sĩ người Pháp khác là Esperpaire.
Trong nhiều năm sau, Hà Trọng Sơn liên tiếp giành được những thắng lợi trên sàn đài trước nhiều võ sĩ trong và ngoài nước, và từng bất phân thắng bại với Kid Dempsey. Cái tên "hùm xám miền Trung" vang danh từ đó.
Ngày 17 tháng 8 năm 1960, Hà Trọng Sơn có trận so găng với võ sĩ gốc Thái Lan Ku Xam Thum. Sau 5 hiệp bất phân thắng bại, đến hiệp thứ 6, Hà Trọng Sơn tung đòn hạ knock out Ku Xam Thum, qua đó giành thắng lợi chung cuộc.
Từ năm 1966 đến năm 1983, Hà Trọng Sơn có nhiều trận thi đấu võ thuật với đại võ sư Huỳnh Tiền. Cả hai đã giành được một số chiến thắng.

## Cuối đời
Những năm cuối đời, Hà Trọng Sơn sống ẩn dật. Ông truyền lại võ công "quyền ba chân hổ" cho võ sư Hà Trọng Ngự, sau này thành lập võ đường Hà Trọng. Ông qua đời những ngày cuối tháng 3 năm 2010.